# Coppa della Regina (pallanuoto)
La Coppa della Regina (in spagnolo Copa de la Reina), nota anche come Coppa di Spagna, è la coppa nazionale spagnola di pallanuoto femminile; la coppa si disputa annualmente e viene organizzata dalla Reale Federazione Spagnola del Nuoto (RFEN).
La competizione si disputa dal 1996 e la squadra più vincente è il Sabadell, con diciotto affermazioni.
Come per la Copa del Rey, il torneo viene disputato in sede unica: hanno diritto a parteciparvi le prime otto classificate del girone di andata della massima divisione del campionato e la formula prevede gare a eliminazione diretta.

## Albo d'oro
| Stagione | Vincitore          | Finalista          | Risultato |
| -------- | ------------------ | ------------------ | --------- |
| 1997     | Mediterrani        | Ondarreta Alcorcón | 7-4       |
| 1998     | Mediterrani        | Catalunya          | 13-3      |
| 1999     | Mediterrani        | Sabadell           | 7-6       |
| 2000     | Mediterrani        | Sabadell           | 8-7       |
| 2001     | Sabadell           | Mediterrani        | 6-3       |
| 2002     | Sabadell           | Mediterrani        | 8-4       |
| 2003     | Mediterrani        | Ondarreta Alcorcón | 6-5       |
| 2004     | Sabadell           | Mediterrani        | 10-6      |
| 2005     | Sabadell           | Mediterrani        | 10-5      |
| 2006     | Ondarreta Alcorcón | Sant Andreu        | 16-5      |
| 2007     | Ondarreta Alcorcón | Sabadell           | 11-10     |
| 2008     | Sabadell           | Mediterrani        | 12-4      |
| 2009     | Sabadell           | Mediterrani        | 13-9      |
| 2010     | Sabadell           | Mataró             | 10-4      |
| 2011     | Sabadell           | Mediterrani        | 18-8      |
| 2012     | Sabadell           | Sant Andreu        | 16-5      |
| 2013     | Sabadell           | Terrassa           | 24-2      |
| 2014     | Sabadell           | Mataró             | 15-3      |
| 2015     | Sabadell           | Sant Andreu        | 11-4      |
| 2016     | Mataró             | Sabadell           | 9-7       |
| 2017     | Sabadell           | Mataró             | 14-7      |
| 2018     | Sabadell           | Terrassa           | 17-3      |
| 2019     | Sabadell           | Sant Andreu        | 11-9      |
| 2020     | Sabadell           | Terrassa           | 9-8       |
| 2021     | Sabadell           | Mataró             | 11-9      |
| 2022     | Mataró             | Sabadell           | 7-4       |
| 2023     | Sabadell           | Mataró             | 8-6       |
| 2024     | Sant Andreu        | Sabadell           | 13-12     |
| 2025     | Sant Andreu        | Sabadell           | 17-13     |

## Vittorie per club
| Pos. | Squadra            | Vittorie |
| ---- | ------------------ | -------- |
| 1    | Sabadell           | 18       |
| 2    | Mediterrani        | 5        |
| 3    | Ondarreta Alcorcón | 2        |
| 3    | Mataró             | 2        |
| 3    | Sant Andreu        | 2        |